# バレーボールアルゼンチン女子代表
バレーボールアルゼンチン女子代表（バレーボールアルゼンチンじょしだいひょう）は、バレーボールの国際大会で編成されるアルゼンチンの女子バレーボールナショナルチームである。

## 歴史
1951年に国際バレーボール連盟へ加盟。
1999年の南米選手権で銀メダルを獲得、同年のワールドカップに1973年大会以来の出場を果たすと、同大会で11位となる。2000年のシドニー五輪世界最終予選、2002年の世界選手権に出場した。
2003年の南米選手権で3大会連続準優勝するなど、南米No.2の座を確立していく。同年のワールドカップにも出場したが、アテネ五輪には出場できなかった。その後、低迷期に入るとペルーが復活したこともあり、世界選手権、ワールドカップといった国際大会から姿を消すことになる。
2009年の南米選手権で4大会ぶりに準優勝すると徐々に復活ののろしを上げることになり、2011年のワールドグランプリに初出場し、同大会でドミニカ共和国、キューバを下すなど健闘した。同年の南米選手権の決勝戦においてブラジルに敗れたが、ライバルのペルーを下して2大会連続で準優勝を果たした。ワールドカップの出場権獲得規定である世界ランキングが最下位だったが、FIVBの推薦枠として、2大会ぶりにワールドカップ出場を決めた。

## 過去の成績

### オリンピックの成績
- 2000年 - 最終予選敗退
- 2004年 - 最終予選出場辞退[3]
- 2008年 - 不参加
- 2012年 - 南米予選敗退
- 2016年 - 9位
- 2020年 - 11位

### 世界選手権の成績
| - 1952年 - 不参加 - 1956年 - 不出場 - 1960年 - 8位 - 1962年 - 不出場 - 1967年 - 不出場 - 1970年 - 不出場 - 1974年 - 不出場 | - 1978年 - 不出場 - 1982年 - 18位 - 1986年 - 不出場 - 1990年 - 15位 - 1994年 - 不出場 - 1998年 - 南米予選敗退 - 2002年 - 17位 | - 2006年 - 南米予選敗退 - 2010年 - 南米予選敗退 - 2014年 - 17位 - 2018年 - 19位 - 2022年 - 16位 |

### ワールドカップの成績
| - 1973年 - 8位 1977年から1993年まで出場なし | - 1999年 - 11位 - 2003年 - 11位 - 2007年 - 不出場 | - 2011年 - 10位 - 2015年 - 8位 - 2019年 - 10位 |  |

### 南米選手権の成績
| - 1951年 - 4位 - 1958年 - 5位 - 1961年 - 3位 - 1962年 - 3位 - 1964年 - 3位 - 1969年 - 5位 - 1971年 - 6位 - 1973年 - 5位 - 1975年 - 3位 - 1977年 - 3位 - 1979年 - 3位 | - 1981年 - 3位 - 1983年 - 3位 - 1987年 - 4位 - 1989年 - 3位 - 1991年 - 4位 - 1995年 - 3位 - 1997年 - 3位 - 1999年 - 準優勝 - 2001年 - 準優勝 - 2003年 - 準優勝 - 2005年 - 3位 | - 2007年 - 5位 - 2009年 - 準優勝 - 2011年 - 準優勝 - 2013年 - 準優勝 - 2015年 - 4位 - 2017年 - 4位 - 2019年 - 4位 - 2021年 - 3位 - 2023年 - 準優勝 |  |

## 現在の代表
2018年FIVBバレーボールネーションズリーグに登録されたメンバー。
| 監督 | ギジェルモ・オルドゥナ   | ギジェルモ・オルドゥナ | ギジェルモ・オルドゥナ | ギジェルモ・オルドゥナ         | ギジェルモ・オルドゥナ | ギジェルモ・オルドゥナ |
| No.  | 選手名                   | シャツネーム           | 身長                   | 所属                           | P                      | 備考                   |
| 1    | プリシラ・ボシオ         | Bosio                  | 182                    | Club Náutico Esportiv Avellane | OP                     |                        |
| 2    | タニア・アコスタ         | Acosta                 | 182                    | Pinheiros                      | WS                     |                        |
| 3    | パウラ・ニセティチ       | Nizetich               | 181                    | NIlufer                        | WS                     |                        |
| 6    | エリナ・ロドリゲス       | Rodriguez              | 189                    | San Lorenzo                    | WS                     |                        |
| 7    | ナタリア・アイスプルア   | Aispurua               | 192                    | Boca Juniors                   | MB                     |                        |
| 8    | ソル・ピッコロ           | Piccolo                | 184                    | Velez Sarsfield                | WS                     |                        |
| 9    | クラリサ・サガルディア   | Sagardia               | 174                    | Makedones                      | S                      |                        |
| 10   | アナイ・トシ             | Tosi                   | 181                    | 9 de Julio - Freyrel           | WS                     |                        |
| 11   | フリエタ・ラスカノ       | Lazcano                | 190                    | パリ                           | MB                     | キャプテン             |
| 12   | タティアナ・リッソ       | Rizzo                  | 178                    | Rio Do Soul                    | L                      |                        |
| 15   | アントネラ・フォルトゥナ | Fortuna                | 175                    | San Lorenzo                    | L                      |                        |
| 16   | フロレンシア・ブスケッツ | Busquets               | 192                    | Hotel VFM                      | MB                     |                        |
| 17   | エレナ・ビダル           | Vidal                  | 186                    | Lugano                         | S                      |                        |
| 18   | ビクトリア・マジェル     | Mayer                  | 180                    | Regatas - Santa Fe             | S                      |                        |
| 19   | モレナ・マルティネス     | Martinez               | 164                    | Budowlani Torum                | L                      |                        |
| 22   | カミラ・イエルラ         | Hiruela                | 176                    | River Plate                    | WS                     |                        |
| 23   | アグネス・ミチェル       | Michel Tosi            | 182                    | ECHAGUE - PARANA               | MB                     |                        |
| 24   | ビクトリア・サバラ       | Zabala                 | 180                    | Boca Juniors                   | MB                     |                        |
| 25   | ビアンカ・ファリオル     | Farriol                | 187                    | Universidad La Matanza         | MB                     |                        |
| 26   | アゴスティナ・ソリア     | Soria                  | 179                    | VELEZ SARSFIELD                | WS                     |                        |
| 27   | カンデラ・サリナス       | Salinas                | 183                    | Boca Juniors                   | OP                     |                        |

## 歴代代表選手
- ルシア・ガイド
- パウラ・ニセティチ
- ルシア・フレスコ
- エミルセ・ソサ
- フリエタ・ラスカノ
- フロレンシア・ブスケッツ
- ヤエル・カスティグリオネ
- ダニエラ・ブライチ
- カンデラリア・ヘレラ
- ビクトリア・マイヤー
- ビアンカ・クグノ